# Albrecht vom Stein
Albrecht vom Stein (* um 1484; † 27. April 1522 in Bicocca, Lombardei) war ein Schweizer Söldnerführer während der Italienischen Kriege.

## Leben
Stein stammte aus Bern. Stein kämpfte in der Schlacht von Novara. Er konnte 1522 vor der Schlacht von Marignano alle schweizerischen Truppenteile unter einem Befehl vereinigen. Unter Führung des Marschalls von Frankreich Odet de Foix avancierte Stein zum Anführer aller schweizerischen Truppenführer. Sein Feldschreiber war dabei der spätere Schriftsteller Nikolaus Manuel.
In der Schlacht bei Bicocca verlor Albrecht vom Stein sein Leben.